# Arkad Chubanov

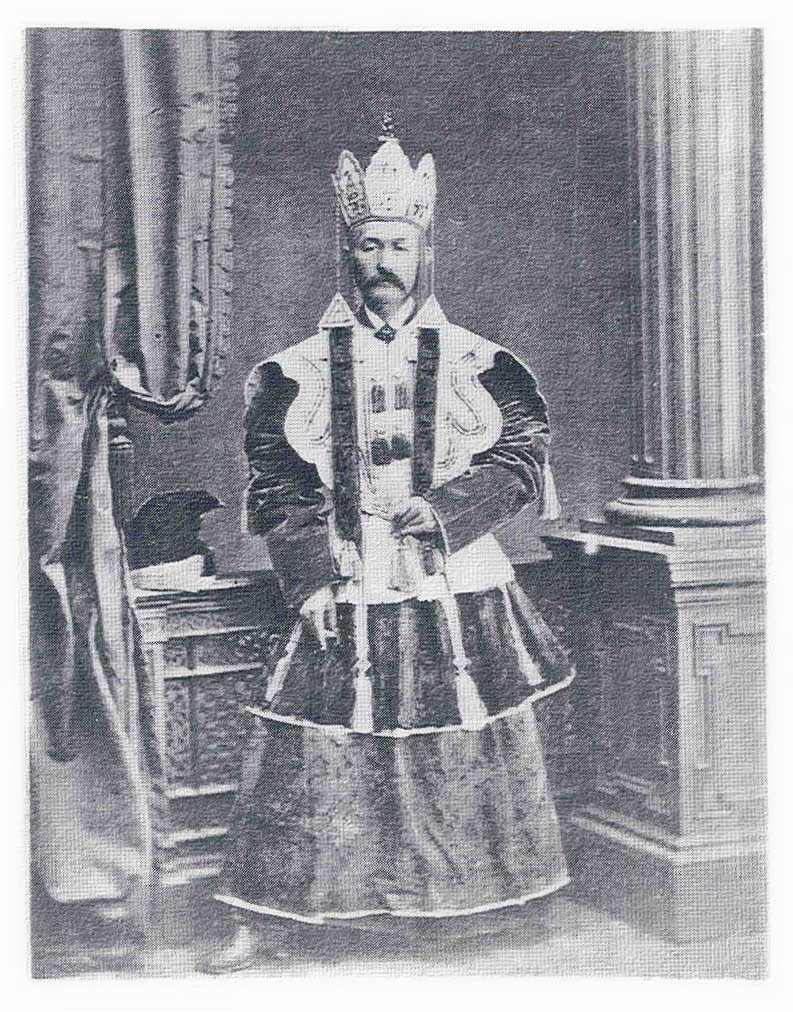
Arkad Chubanov, calmucp, 1872-1894

Arkad Chubanov (Sotnia de Namrovskaia, 1840–1894) fue un sacerdote budista calmuco.
Era el segundo hijo de Chuban Manzhikov. Siguió los pasos de su tío, Roman Manzhikov, era el baksha (monje) del khurul (asamblea) en su  aimak,  y se hizo mandji (novicio) con 9 años hasta los 13 en 1853. Luego siguió sus estudios de budismo bajo la tutela del Lama Djimba Gandjinov y más tarde con el Lama Sandji Yavanov completando su formación en 1872, y tras ser monje en su tierra natal, sucedió  a Koti Badjuginov, líder espiritual de los Cosacos del Don.
Como lama, promovió la educación entre la juventud calmuca y compiló y publicó un calendario lunar calmuco.
A su muerte tras 21 años como lama, continuó su labor el Lama Djimba Mikulinov.